# Le Défi (film, 1938)
Pour les articles homonymes, voir Le Défi.
Le Défi ou encore L'Appel de la montagne (titre original allemand : Der Berg ruft!) est un film allemand réalisé par Luis Trenker, sorti en 1938, tiré du roman non fictionnel de Carl Haensel.

## Synopsis

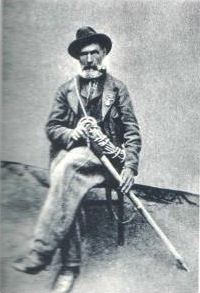
Jean-Antoine Carrel.

Le film présente la compétition entre Jean-Antoine Carrel et Edward Whymper pour la première ascension du Cervin en 1865.

## Fiche technique
- Titre : Le Défi
- Titre original : Der Berg ruft!
- Réalisation : Luis Trenker
- Scénario : Hanns Sassmann, Luis Trenker et Richard Billinger (de)
- Producteur : Luis Trenker
- Cadreurs : Sepp Allgeier, Otto Martini (de), Albert Benitz, Walter Riml et Klaus von Rautenfeld
- Monteurs : Waldemar Gaede et Fritz Stapenhorst
- Musique : Giuseppe Becce
- Pays d'origine :  Allemagne
- Format : Noir et blanc - 1,37:1 - Mono (Tobis-Klangfilm), laboratoire Geyer-Werke, Berlin
- Genre : Drame historique
- Durée : 95 minutes
- Dates de sortie :
  - Allemagne : 6 janvier 1938

## Distribution

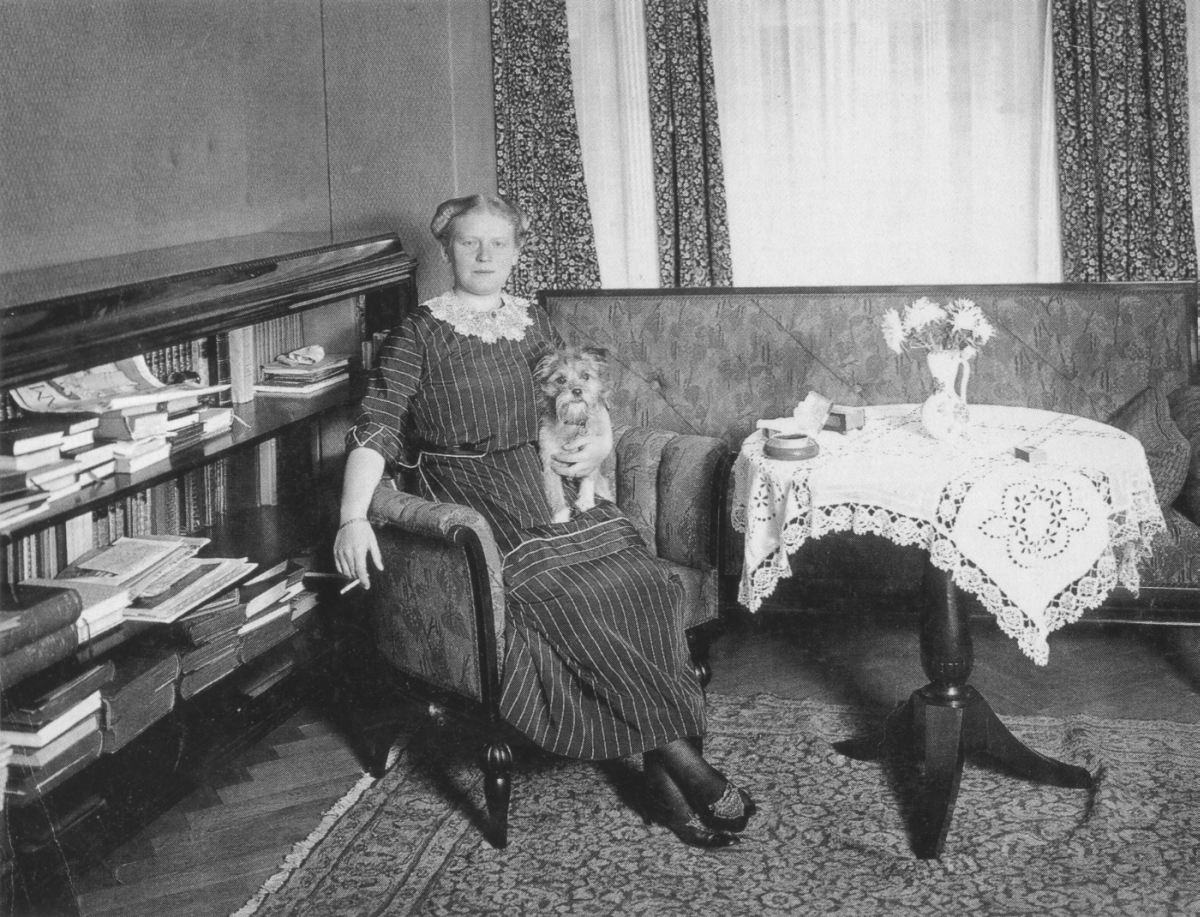
Lucie Höflich.

- Luis Trenker : Jean-Antoine Carrel
- Herbert Dirmoser : Edward Whymper
- Heidemarie Hatheyer : Felicitas
- Peter Elsholtz : Giordano
- Lucie Höflich : la mère de Carrel
- Blandine Ebinger : Miss Sweaton
- Umberto Sacripante : Luc Meynet
- Reginald Pasch : Charles Hudson
- Robert Thiem : Hadow
- Kunibert Gensichen (de) : Lord Francis Douglas
- Luis Gerold : Michel Croz
- Armin Schweizer (de) : Monsieur Seiler
- Lotte Spira (de) : Madame Seiler
- Maria Koppenhöfer : Madame Croz
- Walter Franck (de)